# Chaetolepis lindeniana
Chaetolepis lindeniana là một loài thực vật có hoa trong họ Mua. Loài này được (Naudin) Triana mô tả khoa học đầu tiên năm 1871.